# Kim Jang-mi
Kim Jang-mi (Koreaans: 김 장미) (Incheon, 25 september 1992) is een Zuid-Koreaanse schutster. Ze vertegenwoordigde haar land bij verschillende grote internationale wedstrijden. Zo nam eenmaal deel aan de Olympische Spelen en won hierbij een gouden medaille. Ze schiet rechtshandig. 
Ze studeerde aan de Incheon Yeil Girls High School in Incheon. Ze begon in 2005 met schieten. Bij de Aziatische jeugdkampioenschappen in 2009 eindigde ze op een derde plaats. In 2012 won ze bij de Aziatische kampioenschappen voor senioren een gouden medaille op het onderdeel 25 m pistool. Later dat jaar nam ze deel aan de Olympische Zomerspelen 2012 in Londen. Ze kwam hierbij uit op de onderdelen 10 m luchtpistool en 25 m pistool. Bij de 10 m luchtpistool eindigde ze op een dertiende plaats. Op het onderdeel 25 m pistool veroverde ze een gouden medaille.
Naast het schieten houdt ze van reizen en doet aan taekwondo.

## Palmares

### 10 m luchtpistool (SP)
- 2009:  Aziatische jeugdkampioenschappen in Doha
- 2010:  Olympische Jeugdspelen in Singapore
- 2010: 4e WK junioren in München
- 2012: 4e Wereldbeker in München
- 2012: 7e Wereldbeker in Londen
- 2012:  Aziatische kampioenschappen in Doha
- 2012: 13e OS in Londen

### 25 m pistool (AP40)
- 2010: 13e WK junioren in München
- 2012:  Wereldbeker in Londen
- 2012: 9e Wereldbeker in München
- 2012:  OS in Londen
- 2012: 4e Aziatische kampioenschappen in Doha

1984: Linda Thom ·
1988: Nino Saloekvadze ·
1992: Marina Logvinenko-Dobrantsjeva ·
1996: Li Duihong ·
2000: Maria Grozdeva ·
2004: Maria Grozdeva ·
2008: Chen Ying · 
2012: Kim Jang-mi · 
2016: Anna Korakaki · 
2020: Vitalina Batsarasjkina · 
2024: Yang Ji-in